# 7,92 × 57 mm

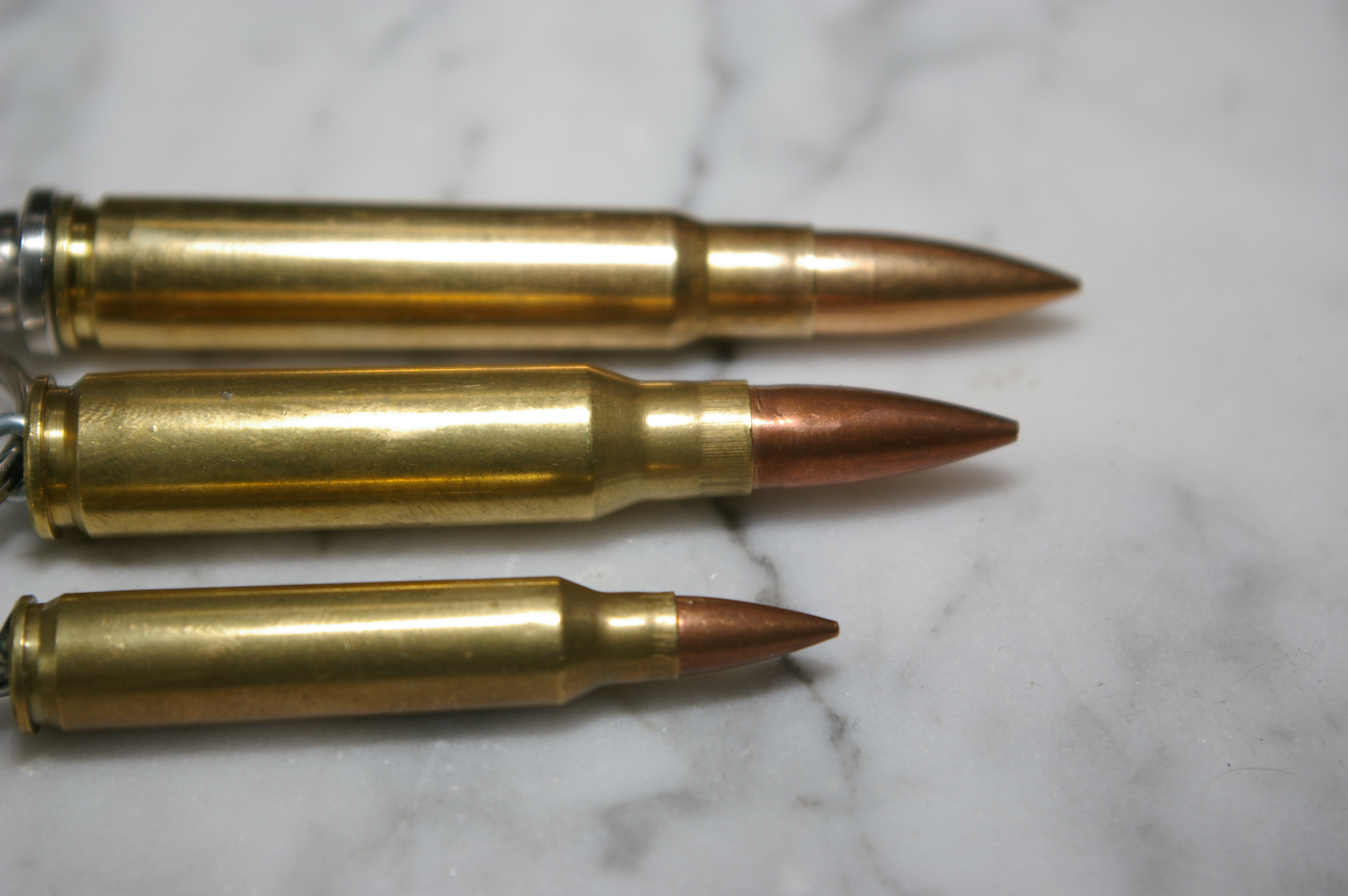
Jämförelse mot två vanliga patroner, uppifrån och ned:8 × 57 mm IS / 7,62 × 51 mm / 5,56 × 45 mm

7,92 × 57 mm, vanligen även 8 × 57 IS (Infanterie Spitzgeschoß, "Infanteri Spetskula"), 8 mm Mauser, etc (se avsnittet benämningar), är en tysk gevärspatron från slutet av 1800-talet, ursprungligen konstruerad för militärt bruk, vilken är välkänd för sina goda prestanda och historiskt stora användning världen runt.

## Användning

### Militärt
Patronen har sett extremt stor användning världen runt och kom att användas av alla sidor under både första och andra världskriget, men även under många andra krig som till exempel de israeliska krigen och de jugoslaviska krigen.
I Västeuropa var patronen militärt mycket välspridd från början av 1900-talet fram tills att NATO antog 7,62 × 51 mm NATO som standardpatron, varefter de flesta länder började gå över till denna.

#### Sverige
8 × 57 mm IS kom även att användes i Sverige. På slutet av 1930-talet behövde Sverige köpa in diverse krigsmateriel från Nazityskland som nödlösning till den dåvarande kapprustningen innan kriget. Sverige kom att köpa in bland annat flera Karabiner 98k (sedan 8 mm gevär m/39) och ZB vz. 26 (sedan Kulsprutegevär m/39), vilka använde patronen 8 × 57 mm IS. I Sverige fick patronen beteckningen 8 mm skarp patron m/39 och kom att se stor användning med hemvärnet som kom att bruka 8 mm kulsprutegevär m/39 inpå 50-talet då de modifierades för att skjuta 6,5 × 55 mm.

### Civilt
Trots att patronen idag är ovanlig militärt är den fortfarande internationellt en populär kaliber för jakt- och sportskytte.

## Utveckling
"Kommissionsgewehr"  Gewehr 88 använde Patrone M/88 (8 × 57 I ”Infanterie”) med trubbkula. För att öka prestanda vidareutvecklades M/88 med en något grövre, spetsformad kula, en så kallad spetskula, vilken antogs 1905. Den tyska arméns gevärsprövningskommission, Gewehr-Prüfungskommission, benämnde den nya patronen 7,9 mm IS, varav IS står för Infanterie Spitz ("Infanteri Spets"), vilket refererar till patronens nya projektilform. I tjänst betecknades patronen Patrone S. 
Patrone S var dock inte kompatibel med vapen som sköt Patrone M/88 och kunde därför inte användas i vapen avsedda för denna. För att bruka Patrone S modifierade man äldre vapen avsedda för Patrone M/88 för att använda Patrone S, samt att man började tillverka nya vapen avsedda för den nya patronen. 
Patrone S kom att anpassas och modifieras för olika ändamål under dess tyska produktionstid, och vid slutet av andra världskriget fanns ett tjugotal varianter. Dessutom fanns egen utveckling och tillverkning även i andra länder. Så sent som 1975 tog bland annat den jugoslaviska armén fram en ny särskilt högpresterande ammunition för prickskytte med beteckningen M75.
Som synes ligger kuldiametrarna något över 8mm, med G1 0,13mm grövre för 8x57 IS.

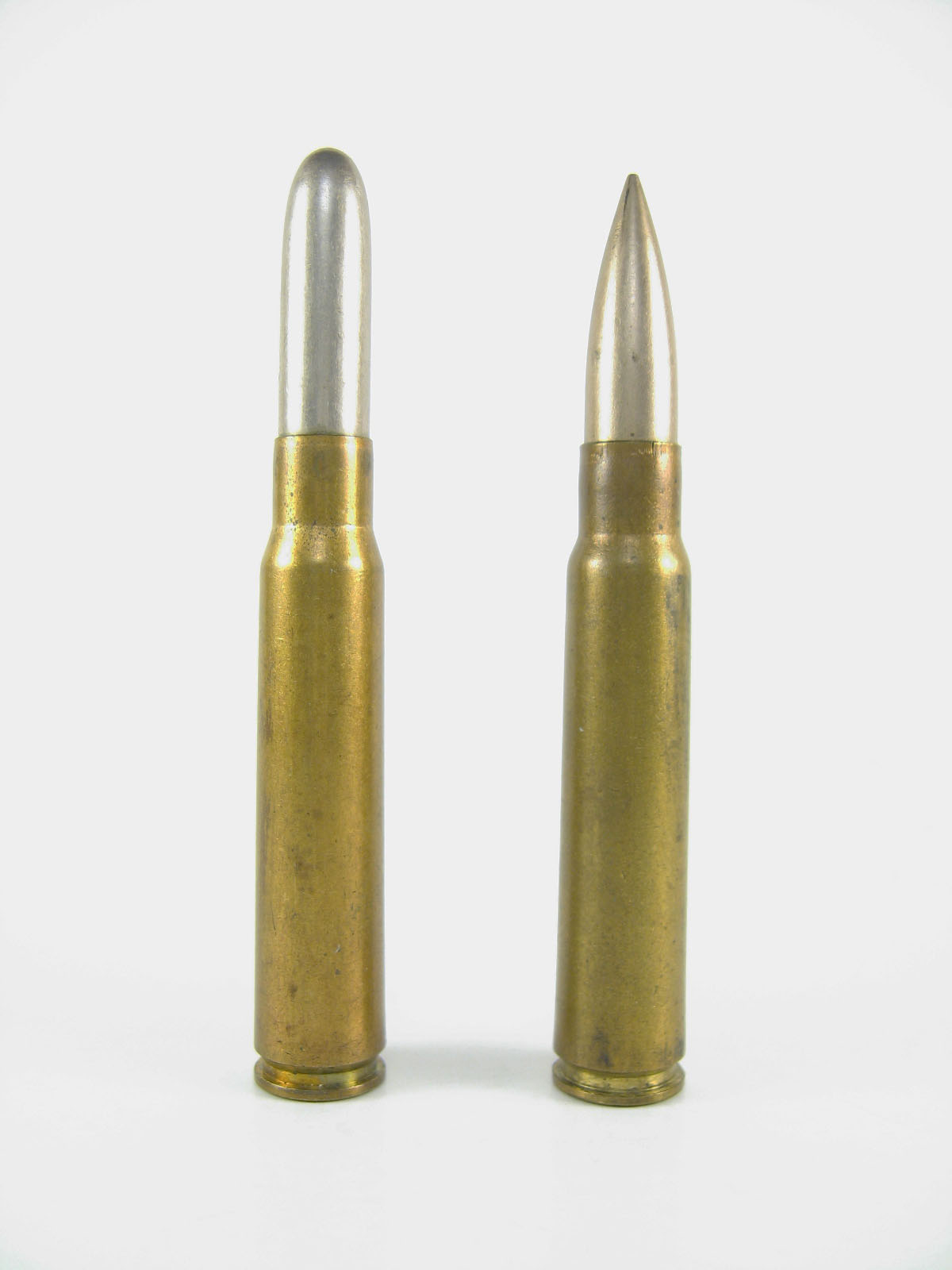
8×57 I (vänster) med trubbkula 8×57 IS (höger) med spetskula.
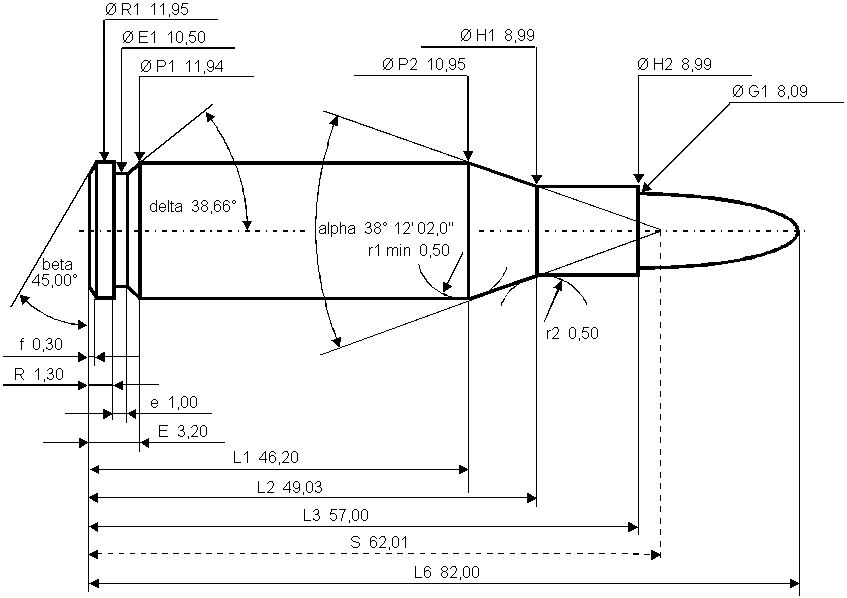
Mått för 8 × 57 I (Patrone M/88)
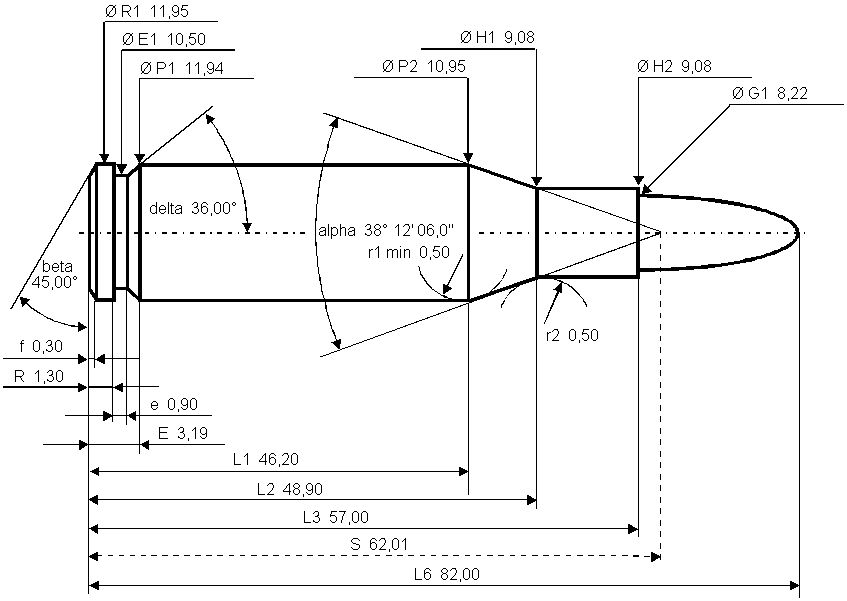
Mått för 8 × 57 IS (Patrone S)

## Benämning
Då patronen i mer än ett sekel använts både civilt och militärt över stora delar av världen finns det en hel del olika benämningar för patronen. Eftersom olika länder haft olika praxis för om kalibern (pipans innerdiametern) mäts mellan bommarna eller räfflorna (se: Räffling) finns det heller ingen universal benämning för patronens kaliber. Många av patronens benämningar världen runt innehåller tillägget Mauser, detta trots att Mauser inte var aktivt inblandad i utvecklingen av patronen. Tillägget Mauser kommer från att Mauser tillverkade gevären Gewehr 98 och Karabiner 98k som patronen togs fram för. Dessa vapen står som största faktor till patronens spridning världen runt då de exporterats i miljontals exemplar.

### Benämningar
Listan kan göras betydligt längre men visar ett urval av vanligt förekommande namn. Nedanstående benämningar finns även med decimalmarkering i form av punkt (7,9 > 7.9) samt med avsaknaden av mellanslag mellan kaliberprefix och kalibersuffix (8 mm > 8mm).
- 7,9, 7,9 mm[1],7,9 Mauser, 7,9 mm Mauser
- 7,92, 7,92 mm, 7,92 Mauser, 7,92 mm Mauser
- 7,92×57, 7,92×57 mm, 7,92×57 Mauser, 7,92×57 mm Mauser
- 8 mm Mauser[Note 1]
- 8×57(mm)[Note 2]
- 8×57, 8×57 mm, 8×57 Mauser, 8×57 mm Mauser
- 8 × 57 IS[Note 3] ("IS" står för Infanterie Spitz, "Infanteri spets"), 8 × 57 JS ("JS" är ett översättningsmisstag av den tyska frakturstilens "IS" som sedan fått omfattande spridning.)

### Beteckningar
Trots patronens många olika benämningar har patronen även standardiserats med fastställd beteckning i diverse försvarsmakter.
- Tyskland: Patrone S[2]
- Sverige: 8 mm skarp patron m/39, förkortning 8 mm sk ptr m/39[3]
- Storbritannien: Cartridge SA, 7.92[4]

## Vapen i 8 × 57 IS
- Karabiner 98k (8 mm gevär m/39 i Sverige)
- Maschinengewehr 08
- Maschinengewehr 15
- Maschinengewehr 17
- Maschinengewehr 34
- Maschinengewehr 42
- ZB vz. 26 (Kulsprutegevär m/39 i Sverige)
- TK vz. 37 (Besa machine gun i Storbritannien)
- Lewis light machine gun (vissa exemplar)
- Bren light machine gun (vissa exemplar)